# Alopecosa taeniopus
Alopecosa taeniopus är en spindelart som först beskrevs av Kulczynski 1895.  Alopecosa taeniopus ingår i släktet Alopecosa och familjen vargspindlar. Inga underarter finns listade i Catalogue of Life.